# Tor-Selandia-Klasse
Die Tor-Selandia-Klasse ist eine aus drei Einheiten bestehenden Ro-Ro-Schiffsklasse der dänischen Reederei DFDS.

## Geschichte
Die von Knud E. Hansen entworfenen Schiffe wurden 1997 bis 2000 auf der italienischen Werft Fincantieri in Ancona für die dänische DFDS Tor Line gebaut. Das Typschiff, die als Tor Selandia gebaute heutige Selandia Seaways, war der erste Schiffsneubau der Reederei seit mehr als zwanzig Jahren. Die Schiffe wurden von DFDS Tor Line für den Liniendienst zwischen Schweden und Großbritannien eingesetzt – von der Reederei als „Anglo Bridge“ bezeichnet. Die neuen Schiffe verkürzten die Fahrzeit zwischen Göteborg und Immingham von 36 auf 24 Stunden. Auch die Hafenliegezeit konnte von rund zehn bis zwölf Stunden auf etwa sechs Stunden nahezu halbiert werden. Da die Schiffe die Schleuse in Immingham passieren können mussten, war ihre Breite auf rund 26 Meter begrenzt.
Die Schiffe kamen unter der Flagge Schwedens mit Heimathafen Göteborg in Fahrt. Sie wurden sukzessive (2000, 2004 und 2012) unter die Flagge Dänemarks gebracht und mit Heimathafen Kopenhagen in das internationale Schiffsregister Dänemarks eingetragen.

Zwei der Schiffe der Klasse, die Suecia Seaways und die Britannia Seaways, stehen den dänischen und deutschen Streitkräften sowie den NATO-Partnern im Rahmen des von Dänemark initiierten ARK-Projektes für Truppen- und Materialtransporte zur Verfügung. So wurde die Suecia Seaways im Januar 2013 für die Verlegung deutscher Patriot-Raketenabwehrsysteme in die Türkei eingesetzt. Das Schiff wurde dafür in Lübeck-Travemünde mit rund 300 Fahrzeugen und 130 Containern beladen. Die Raketen selber wurden einige Tage später in Emden an Bord genommen. Im Sommer 2013 wurde das Schiff auch für den Rücktransport von Fahrzeugen der Bundeswehr eingesetzt, die für den ISAF-Einsatz der Bundeswehr in Afghanistan stationiert waren. Die Fahrzeuge wurden Ende Juli über den türkischen Schwarzmeerhafen Trabzon verschifft.

## Technische Daten
Der Antrieb der Schiffe erfolgt durch zwei Neunzylinder-Dieselmotoren (Typ: 9ZA50S) des Herstellers Sulzer-Wärtsilä, die in Italien von Grandi Motori Trieste in Lizenz gebaut wurden und auf der Selandia Seaways zum ersten Mal zum Einsatz kamen. Die Motoren verfügen über jeweils 10.800 kW Leistung und wirken über Untersetzungsgetriebe auf zwei Verstellpropeller. Die Schiffe sind mit zwei Bugstrahlrudern mit jeweils 1.100 kW Leistung ausgestattet.
Für die Stromversorgung stehen zwei Wellengeneratoren mit jeweils 1.400 kW Leistung sowie drei Dieselgeneratoren von Sulzer-Wärtsilä (Typ: 6S20) mit jeweils 900 kW Leistung zur Verfügung. Ferner wurde ein Notgenerator des Herstellers Isotta Fraschini Motori (Typ L-1306-T3TE50) verbaut.

## Ausstattung
Die Schiffe verfügen über ein offenes Wetterdeck und den darunter liegenden, geschlossenen Decks, dem Hauptdeck, Autodeck und der Tankdecke. Die Heckrampe der Schiffe ist 20,8 m breit. Über sie ist das geschlossene Hauptdeck für rollende Ladungen erreichbar. Vom Hauptdeck aus ist über eine 57 m lange und 4,5 m breite Rampe auch das über dem Hauptdeck liegende Wetterdeck sowie über eine 56,3 m lange und 4,2 m breite Rampe die tiefer liegende Tankdecke zu erreichen.
Auf dem Wetterdeck sehen 1.162 Spurmeter auf 3.456 m² zur Verfügung. Die nutzbare Höhe beträgt 5 m. Das Hauptdeck stellt 1.204 Spurmeter auf 3.692 m² bei 6,1 m nutzbarer Höhe zur Verfügung. Das 1.480 m² große Autodeck ist aufgrund der begrenzten Höhe von 2,1 m nur eingeschränkt nutzbar. Die Tankdecke stellt 406 Spurmeter auf einer Fläche von 1.366 m² zur Verfügung. Die nutzbare Höhe ist hier wieder 5 m. Insgesamt stehen somit 2.772 Spurmeter und eine Fläche von 9.994 m² zur Verfügung. Werden auch die Rampen genutzt, stehen weitere 470 m² zur Verfügung.
Die Containerkapazität beträgt insgesamt 467 TEU. Davon finden 180 TEU auf dem Wetterdeck, 400 TEU auf dem Hauptdeck und 67 TEU auf der Tankdecke Platz. Auf dem Wetterdeck sind 40 und auf dem Hauptdeck 35 Stromanschlüsse für Kühlcontainer oder Trailer mit temperaturgeführter Ladung vorhanden. Geladene Trailer und andere rollende Ladung kann mit einem halbautomatischen System gelascht werden, so dass ein Teil des sonst bei Ro-Ro-Schiffen üblichen Laschaufwandes entfällt.
Die beiden den dänischen und deutschen Streitkräften zur Verfügung stehenden Einheiten verfügen neben der Heckrampe auch noch über eine 8 m breite Seitenrampe auf der Steuerbordseite. Beide Schiffe wurden 2011 mit einem Liebherr-Kran nachgerüstet, mit dem auch Ladung auf das Wetterdeck geladen bzw. von diesem gelöscht werden kann. Der Kran befindet sich auf der Steuerbordseite der Schiffe. Er hat eine Auslage von 26 Metern und kann 40 Tonnen heben.
Die Decksaufbauten befinden sich ab etwa mittschiffs im Achterschiffsbereich. Das Deckshaus mit der Kommandobrücke und den Wohn- und Aufenthaltsräumen der Besatzung und den Passagieren – z. B. Fahrer von verladenen Lkw – sowie weiteren Räumen ist als Brücke über dem Wetterdeck angelegt und kann von der rollenden Ladung unterquert werden. Hinter dem Deckshaus befinden sich auf der Backbord- und Steuerbordseite weitere Aufbauten, in die auch die Schornsteine integriert sind. Vor dem Deckshaus ist das Wetterdeck über nahezu die gesamte Schiffsbreite nutzbar.
Die Schiffe verfügen über eine geschlossene Back mit einem Wetterschutz für das dahinter liegende offene Deck.

## Schiffe der Klasse
| Tor-Selandia-Klasse | Tor-Selandia-Klasse | Tor-Selandia-Klasse | Tor-Selandia-Klasse                                        | Tor-Selandia-Klasse     | Tor-Selandia-Klasse | Tor-Selandia-Klasse |
| Bauname             | Baunummer           | IMO-Nr.             | Kiellegung / Stapellauf / Fertigstellung                   | spätere Namen           | Bemerkungen         |                     |
| ------------------- | ------------------- | ------------------- | ---------------------------------------------------------- | ----------------------- | ------------------- | ------------------- |
| Tor Selandia        | 6020                | 9157284             | 3. Dezember 1997 / 10. Oktober 1998 / 3. Dezember 1998     | 2010: Selandia Seaways  |                     |                     |
| Tor Suecia          | 6021                | 9153020             | 11. Februar 1998 / 11. September 1998 / 24. September 1999 | 2011: Suecia Seaways    | Eisklasse 1C        |                     |
| Tor Britannia       | 6022                | 9153032             | 30. April 1998 / 21. Dezember 1998 / 14. April 2000        | 2011: Britannia Seaways |                     |                     |